# (1316) Казань
(1316) Казань (англ. Kasan) — астероид, относящийся к группе астероидов пересекающих орбиту Марса и принадлежащий к светлому спектральному классу S. Он был открыт 17 ноября 1933 года советским астрономом Григорием Неуйминым в Симеизской обсерватории и назван в честь крупного российского города Казани.

Орбита астероида Казань и его положение в Солнечной системе
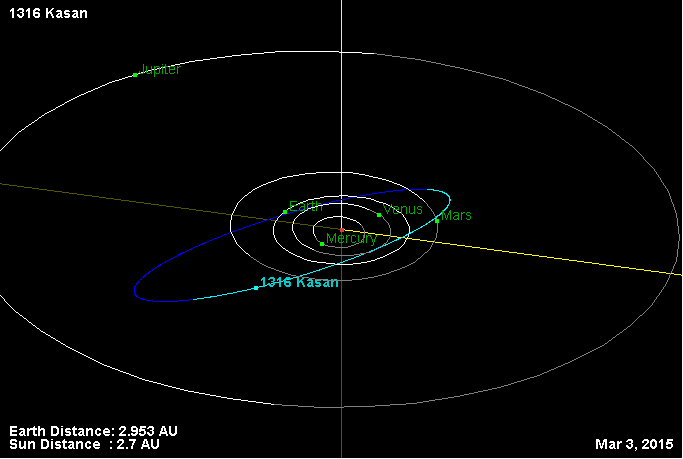
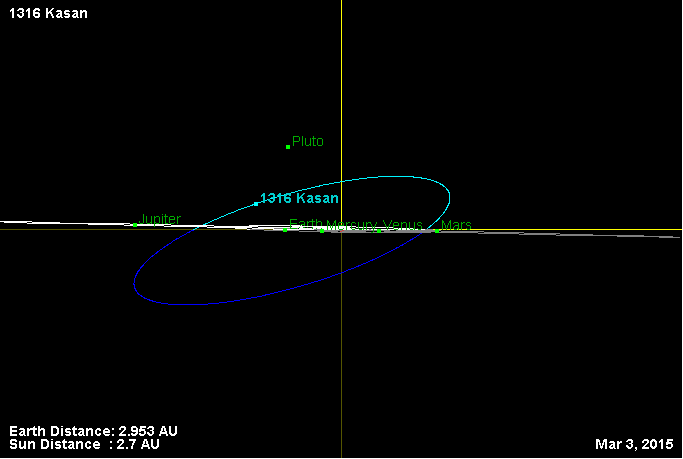